# 1960年ローマオリンピックの南アフリカ選手団
1960年ローマオリンピックの南アフリカ選手団（1960ねんローマオリンピックのみなみアフリカせんしゅだん）は、1960年8月25日から9月11日にかけてイタリアの首都ローマで開催された1960年ローマオリンピックの南アフリカ選手団、およびその競技結果。

## 概要
今大会は銀メダル1個、銅メダル2個の合計5個のメダルを獲得した。

## メダル
| メダル | 選手名             | 競技 | 種目     |
| ------ | ------------------ | ---- | -------- |
| 銅     | マルコム・スペンス | 陸上 | 男子400m |